# Emperador (Valencia)
Emperador település Spanyolországban, Valencia tartományban. Emperador Museros községgel határos. Lakosainak száma 693 fő (2024).

## Népesség
A település népessége az utóbbi években az alábbiak szerint változott:
| Lakosok száma | 215  | 260  | 467  | 586  | 633  | 684  | 707  | 687  | 705  | 693  |
|               | 2001 | 2004 | 2007 | 2009 | 2012 | 2014 | 2017 | 2019 | 2022 | 2024 |